# Glaphyromorphus nigricaudis
Glaphyromorphus nigricaudis — вид сцинкоподібних ящірок родини сцинкових (Scincidae). Мешкає в Австралії і на Новій Гвінеї.

## Поширення і екологія
Glaphyromorphus nigricaudis мешкають на крайньому північному сході півострова Арнемленд у Північній Території, на північному сході півострова Кейп-Йорк в австралійському штаті Квінсленд, на островах Торресової протоки та на півдні Нової Гвінеї. Вони живуть в різноманітних природних середовищах, зокрема у вологих мусонних лісах, в склерофітних лісах, в мангрових заростях, на прибережних дюнах і пустищах, де зустрічаються у вологих мікросередовищах, серед опалого листя і хмизу та під камінням, біля підніжжя скель і на берегах струмків. Ведуть нічний, риючий спосіб життя. переважно відкладають яйця. Живляться комахами, а також дрібними плазунами.